# 小林まこと
小林 まこと（こばやし まこと、1958年〈昭和33年〉5月13日 - ）は、日本の漫画家。新潟県新潟市出身。本名：小林誠。主に講談社の漫画雑誌にて執筆。プロレス、格闘技好きで知られる。

## 経歴

### 生い立ち
郷里では小ん林（こんばやし）と呼ばれる。歌手の小林幸子とは親戚に当たる。
小学生の頃から漫画を200ページほどペン入れしていたが、楳図かずおの影響が濃い少女漫画風恐怖漫画ばかりだった。作品タイトルには野山の遊び相手の一人であるヘビの名ばかりを使い、作品の主題歌まで作っていた。
黒埼町立（現：新潟市立）黒埼中学校時代も続けてヘビの名を使った作品を描き、その作品で『りぼん』の新人賞に応募して努力賞に入賞、その賞金5千円で学生服を買う。
新潟県立新潟商業高等学校時代は柔道部に入り、その経験が『格闘三兄弟』『柔道部物語』など後の作品に生きた。柔道を続けながら、やはりヘビの名を使った144ページの怪奇物の大作『シロマダラ』を描き、高校2年生の時小学館に持ち込む。

### 上京後
高校卒業後には上京し、望月三起也に頭を下げてアシスタントにしてもらったものの、本人曰く「仕事がきつい」とのことから2か月で退職した。漫画以外のアルバイトを1か月続けてはきつくて辞めるを繰り返す間に描きあげた怪奇物の作品を各誌に持ち込むが、どこにも採用されなかったため、小学生時代から描き続けてきた恐怖漫画に見切りを付ける。
そこで開き直って、音楽バンドをテーマにしたコメディ漫画『三四郎バンドのカポタスト』を、子供の頃から好きだった「週刊少年マガジン」に持ち込むと、編集者の工富保にキャラクター性の高さを見出される。そして、工富に話した「高校時代、柔道部の試合でブレーンバスターをかけられて負けた」という実体験をヒントに、バンド漫画から格闘技漫画に変え新たに描き直した『格闘三兄弟』で第20回週刊少年マガジン新人漫画賞に応募する。この時の「週刊少年マガジン」は創刊1000号記念で、賞金が普段の30万円から、100万円＋ステレオセットというビッグプライズになっていた。当初小野新二が有利と見られていたが、小林の応募で受賞者選びは難航した。最後は決選投票で小林の入選（1位）が決まり、1978年に同誌でデビューを果たした。

### 1・2の三四郎・ホワッツマイケルが大ヒット
『格闘三兄弟』掲載後、引き続き同誌でこの作品の主要キャラクター達を登場人物とした『1・2の三四郎』の連載を始める。この作品で、1982年に第5回講談社漫画賞少年部門を、『週刊少年マガジン』連載の漫画家としては史上最年少の23歳で受賞した。1995年には、市川徹監督、佐竹雅昭主演により映画化されている。
『What's Michael?』は、アニメ化・CM・テレビドラマ化されるだけでなく、日本国外にも輸出されるほどのヒット作となり、1987年に第10回講談社漫画賞一般部門を受賞した。

### 近年の活動
2014年に完結した『瞼の母』をもって体力的な問題で漫画家を引退し、バンド活動に専念していたが、2016年開始の『JJM 女子柔道部物語』の執筆のために復帰した。

## 作品リスト

### 漫画
- 格闘三兄弟（1978年、週刊少年マガジン、講談社） - 第20回新人漫画賞入選
- 1・2の三四郎（1978年 - 1983年、週刊少年マガジン）
- シロマダラ（1979年 - 1980年、月刊少年マガジン、講談社）- 未完
- それいけ岩清水（1980年 - 1981年、月刊少年マガジン）
- ビジェ～ンのテーマ（1981年、月刊少年マガジン） - 読み切り
- いらっしゃいませ（1982年、週刊ヤングマガジン、講談社） - 読み切り
- 闘魂プロダクション（1982年 - 1983年、モーニング、講談社）
- I am マッコイ（1983年 - 1985年、マガジンSPECIAL、講談社）
- マンガの描き方（1983年 - 1984年、モーニング）
- 雪女（1984年、週刊少年マガジン） - 読み切り
- What's Michael?（1984年 - 1989年、モーニング）
- 柔道部物語（1985年、週刊ヤングマガジン）- 読み切り
- 小林まこと写真集（1985年、モーニング）- 読み切り
- 柔道部物語（1985年 - 1991年、週刊ヤングマガジン）
- マイケルのでんぐりがえり（1988年、コミック絵本モーニング、講談社）
- 男の裏町（1988年、週刊ヤングマガジン）- 読み切り
- へば!ハローちゃん（1991年 - 1994年、ミスターマガジン、講談社）
- ガブリン（1992年 - 1994年、mimi、講談社）- 未完
- 1・2の三四郎 2（1994年 - 1998年、週刊ヤングマガジン） - 1・2の三四郎の続編
- ちちょんまんち（1998年 - 2002年、ヤングマガジンアッパーズ、講談社）
  - 天国への階段 - 上記を加筆・再構成した作品（講談社KCDX、全4巻、2004年）。
- ホワッツマイケル 9巻め（2001年 - 2002年、イブニング、講談社）
- 格闘探偵団（2002年 - 2005年、イブニング）- 1・2の三四郎2の続編
- ガブリン（2006年 - 2007年、コミックボンボン、講談社）- リメイク版、未完
- 青春少年マガジン1978〜1983（2008年、週刊少年マガジン）
- ワイルド7トリビュート（2009年、ヤングキング、少年画報社）- 読み切り
- ベイカー街少年探偵団（イラスト）
- 劇画・長谷川伸シリーズ（原作：長谷川伸）
  - 関の弥太ッペ（2009年、イブニング）
  - 沓掛時次郎（2010年、イブニング）
  - 一本刀土俵入（2011年 - 2012年、イブニング）
  - 瞼の母（2013年 - 2014年、イブニング）
- JJM 女子柔道部物語（英語版）（2016年 - 、イブニング→コミックDAYS[5]） - 日本女子柔道界で初のオリンピック金メダリストとなった恵本裕子をモデルにしたもの

### CDアルバム
- 『KONBAYASHI 1』（2014年、MKS-100）
- 『KONBAYASHI 2』（2015年、MK-2）
- 『KONBAYASHI 3』（2015年、MK-3） - 「小林まこと＋RHU」名義。

## その他
- 1979年頃に小野新二が結婚した際、その二次会会場でアルバイトをしていた女性が、小林の妻となっている。
- 『1・2の三四郎』連載開始後すぐ、遅筆の漫画家として知られるようになる。自伝漫画の『青春少年マガジン』によると、週刊漫画を1話描くのに8日を要し、連載中に穴を開けることも珍しくなく、それが休載扱いでなく誌面で堂々とネタになるほどであった。本当に病気で休載したのは、『シロマダラ』が連載不可能になった時だけであるという。他にも新人賞や講談社漫画賞の授賞式で遅刻をしている。一時は江口寿史に次ぐ「日本で2番目に締切を守らない漫画家」の名を譲らなかったが、その後は執筆作品の移行などにより、最も酷かった時期からは立ち直っている。
- その作風から豪快で饒舌な人物と思われがちだが、実際は沈思黙考するタイプである。
- 趣味はバンド活動、昭和30年代の映画を観ること、壊れやすい車に乗ることという。
- 『青春少年マガジン』では、小学校時代から『三四郎』連載中まで多数の資料が発掘されており、物は比較的捨てずにためる主義である人物であることがわかる。
- ベーシストとしても活動しており、漫画家活動を一時引退していた2014年から2015年にかけてCDアルバム『KONBAYASHI』シリーズを3作発売した[4]。

## 師匠
- 望月三起也

## アシスタント
- こしばてつや
- しげの秀一 - 臨時として1日だけ小林のアシスタントをしたことがある。小林は当時、しげのを年下と思っていた。
- 木山道明
- 高橋和男
- 羽田伊吹